# Asbeek (Asse)
Asbeek, voorheen ook geschreven als Hasbeca, Aschbeke, Asbeke, Asbeeck, is een kerkdorp in Vlaams-Brabant. Het ligt in het uiterste noorden van het Pajottenland en is een van de middeleeuwse gehuchten in de gemeente Asse. Het dorp dankt zijn naam aan de waterloop die doorheen het centrum loopt. Verschillende beken vloeien samen en vormen de Asbeek of Overnellebeek die uitmondt in de Bellebeek. Asbeek heeft een vrij geïsoleerde landelijke woonkern.

## Geschiedenis
De geschiedenis van Asbeek gaat terug tot de Romeinse periode. Op het steenveld (bij het kerkhof) bevond zich een Romeinse villa rustica. De naam van de hoofdstraat verwijst naar deze villa of zijn ruïnes. Casa Petrea (stenen huis) werd Kespier. Het Waalse dorp Chassepierre heeft  dezelfde etymologische oorsprong.
De geschiedenis van het dorp is nauw verweven met de abdij van Affligem, getuige daarvan zijn de verschillende historische abdijhoeves, boerderijen die door de abdij gesticht of verworven werden.
De naam van het gehucht werd reeds vernoemd in 1160. De oudere overste watermolen was een hertogelijk leen gehouden door Macharius de Bracna die hem later schonk aan de abdij van Affligem. Hertog Godfried bevestigde in 1160 de schenking van de molen (molendinum apud hasbeca cum duobus domistratiis et curtulibus / charter 1160)
De ramen van de kerk tonen een treffende gelijkenis met deze in de eetzaal van de abdij van Affligem.
Op 6 augustus 1981 vond er een grote overstroming plaats.

## Bezienswaardigheden

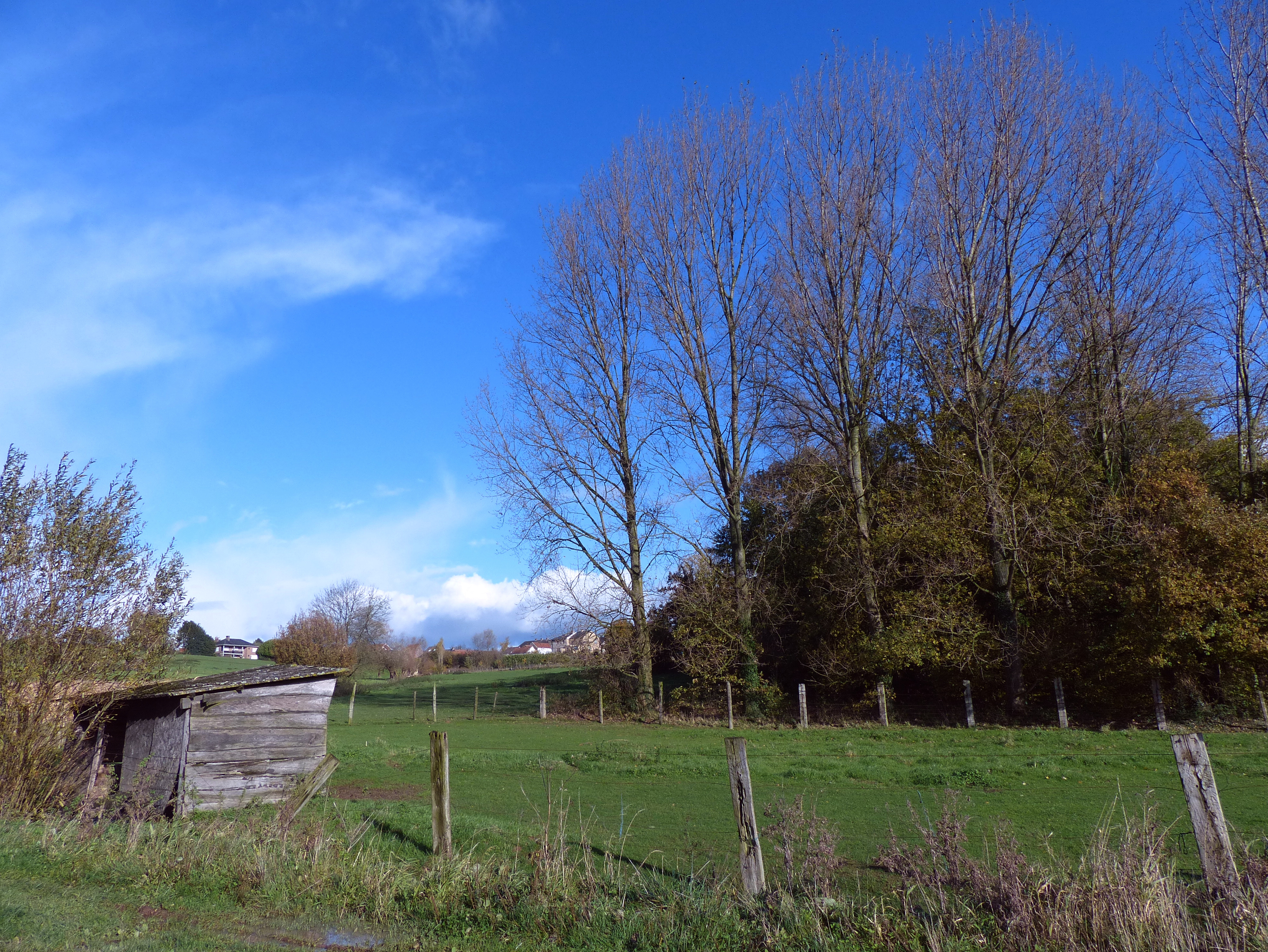
Nabij Buda

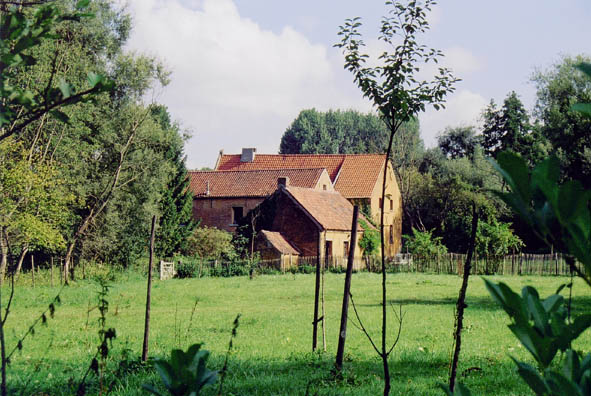
Watermolen

Het toerisme in Asbeek is gericht op het landschappelijk schoon. Het kent verschillende wandel- en fietsroutes. Historische of kenmerkende gebouwen in Asbeek zijn:
- Het Hof te Montenaken: beschermd gebouw voormalig pachthof van de abdij van Affligem. In 1375 schonk Jan, burggraaf van Montenaken zijn bezittingen te Asbeek aan de abdij van Affligem. De zandsteen werd waarschijnlijk gepoeld op de Putberg.
- De Watermolen van Asbeek: beschermd gebouw, ook Campomolen genoemd. De molen werd vroeger o.a. uitgebaat door Simon Orinx lid van een bekende molenaarsfamilie. Modeontwerpster Kaat Tilley, die geruime tijd in de watermolen woonachtig was had het domein omgevormd tot een sprookjesachtig decor.  Bij speciale gelegenheden is de molen te bezoeken (studio Campo)
- Het Hof ter Sype: was kloostergoed van de Abdij van Affligem. Voor het gebruik van de oorspronkelijke  tiende schuur moesten de inwoners van Asbeek tienden afdragen aan de abdij van Affligem.
- Het Hof te Eekhout: reeds vermeld in 1123
- Het Hof ter Putberg: U-vormig hoevecomplex

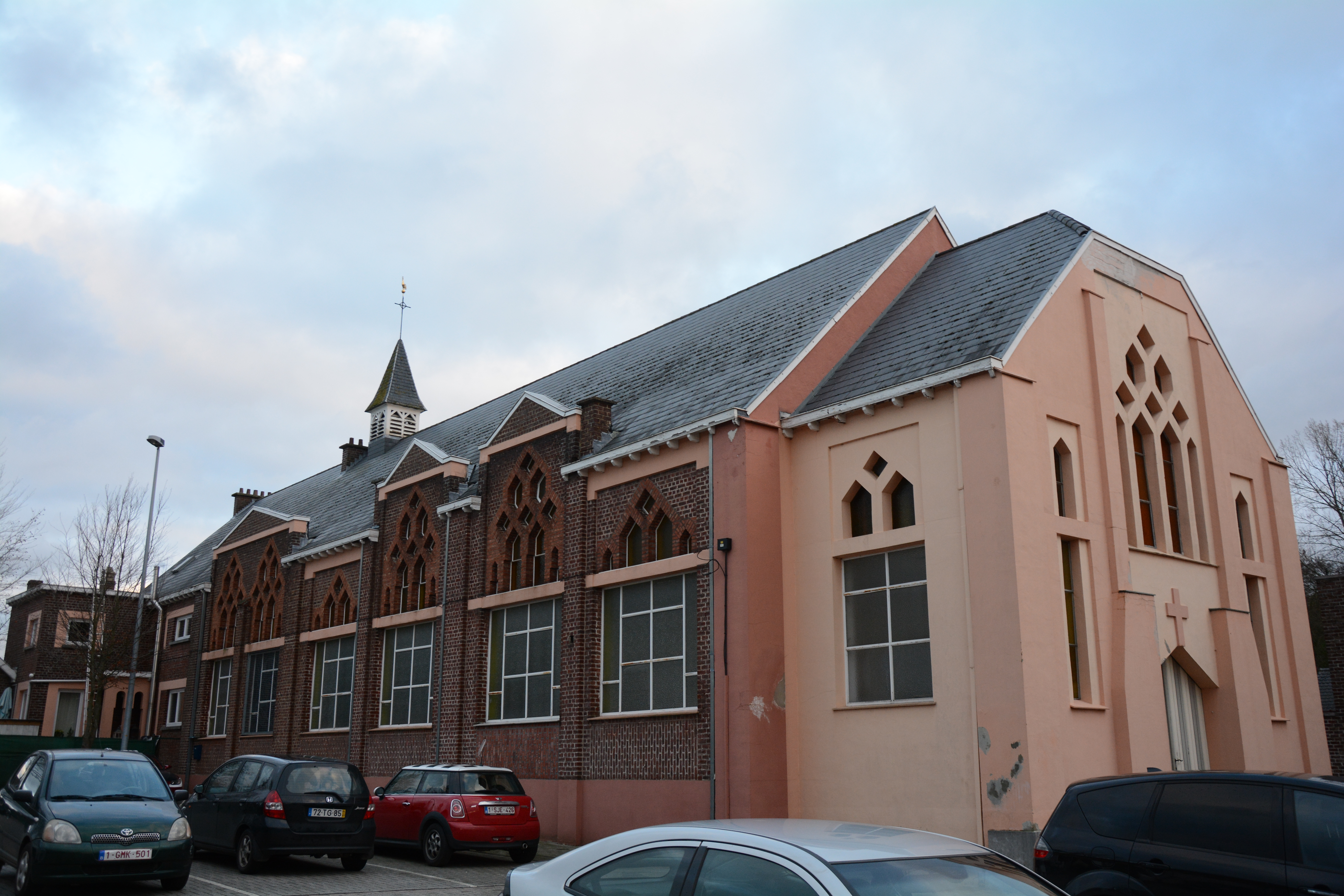
Heilige Familiekerk

- De Heilige-Familiekerk: bakstenen zaalkerkje. In 1928 begon men de stenen te bakken en in 1930 werd de kerk voltooid (architect Petrus Van de Cruyce) en in 1938 werd een kapelanij opgericht. Het perceel “het tseckelken” waarop de kerk gebouwd werd was ooit eigendom van het gasthuis van Asse
- De Hoge Kamer: beschermd gebouw, vroegere herberg met kleine brouwerij gebouwd tussen 1620 en 1640. Oud opschrift "Dit is gebrouwd naar brouwers zin, en daar heeft niemand sprekens in"
- Het Kasteel De Bergen is een eclectisch landhuis met neoclassicistische inslag, gebouwd omstreeks 1913 dit in opdracht van Brusselaar Léon Vin. Architect Alfred Knein. Tijdens de tweede wereldoorlog bezet door het Duitse leger.
- Het Kasteel Putberg is een eclectisch landhuis in Neo-Vlaamse renaissancestijl aan de rand van een middeleeuwse steengroeve. Leon De Coster, volksvertegenwoordiger liet het bouwen in 1878. Later aangekocht door burggraaf Théophile de Lantsheere, gewezen minister van justitie en gouverneur van de nationale bank. Duitse, Britse en Canadese soldaten verbleven ooit in dit kasteel. Merkwaardige bomen.
- De Kapel de Lantsheere: gebouwd in het bos van de Putberg in opdracht van burggraaf de Lantsheere. Neogotische stijl.
- Het Landhuis Borchstadt: belangrijke archeologische site, het betreft een oppidum, een versterkte nederzetting die zou kunnen teruggaan tot het ijzertijdperk. Misschien was het ooit een Romeins legerkamp geweest , het winterkamp van Quintus Tullius Cicero, legeraanvoerder van Julius Caesar.
- Het Landhuis: Marcel de Clippele liet in 1935 een neo-traditioneel landhuis bouwen door Karel Van Der Beken.
- 't Haizeken op de Pullewouwe: deze kleine pittoreske woning was vroeger een jagershuisje,  een schuilplaats voor de jagers van Asbeek.
- Het vroegere hopinstituut gelegen op de Morette.
- Kleinere hofsteden en huizen.
- De Windmolen de Montil ( verdwenen): het Molenhuis stond op Essene (Affligem) en de houten molen zelf op Asbeek.
- De Vroegere Gemeenteschool (Hoge Weg)
- De Oude lindeboom (kruispunt Kespier/Varent/Hoge Weg

## Natuur en landschap
Asbeek ligt op een hoogte van 28 meter. Het hoogste punt is de Putberg met 70 meter.

## Sport
- K.S.E. Asbeek voetbalploeg opgericht in 1956 en anno 2020 actief in Voetbal Vlaanderen. Clubkleuren: groen en geel.

## Cultuur
VERENIGINGEN
- OKRA Asbeek
- FERM Asbeek (voorheen KVLV of Boerinnenbond)
- ASKOUTER wijkwerking OCMW Asse senioren Asbeek en Koutertaveerne.
- REUZENGILDE ASBEEK  met reuzen Manse, Kalle en Susken.

## Evenementen
- Jaarlijkse dorpsfeesten: de laatste zondag van augustus.

## Bekende inwoners
- Kaat Tilley (1959-2012), modeontwerpster (rust op het kerkhof van Asbeek)
- Tone Brulin (1926-2019), toneelauteur en toneel vernieuwend regisseur
- Wies Moens (1898-1982), letterkundige en activist binnen de Vlaamse beweging
- Burt Blanca (1944), rockpionier en studiomuzikant

## Galerij

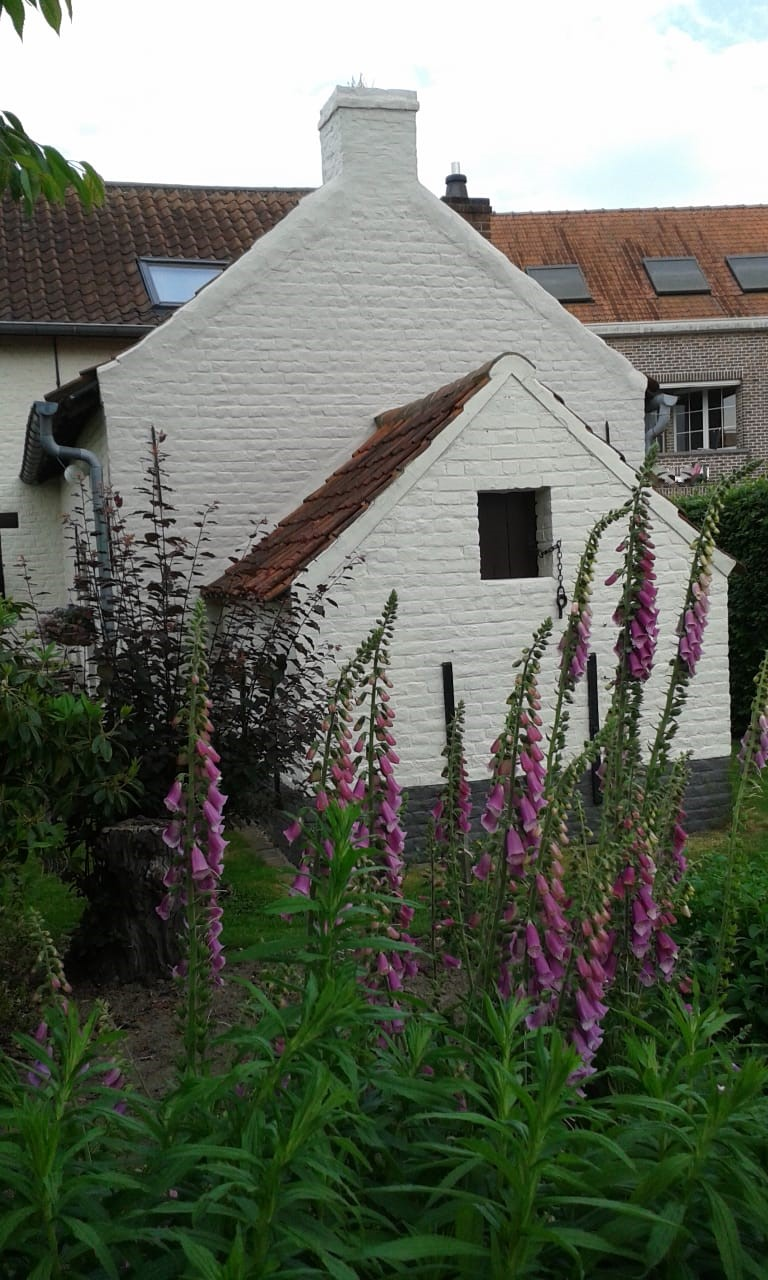
Bakhuis
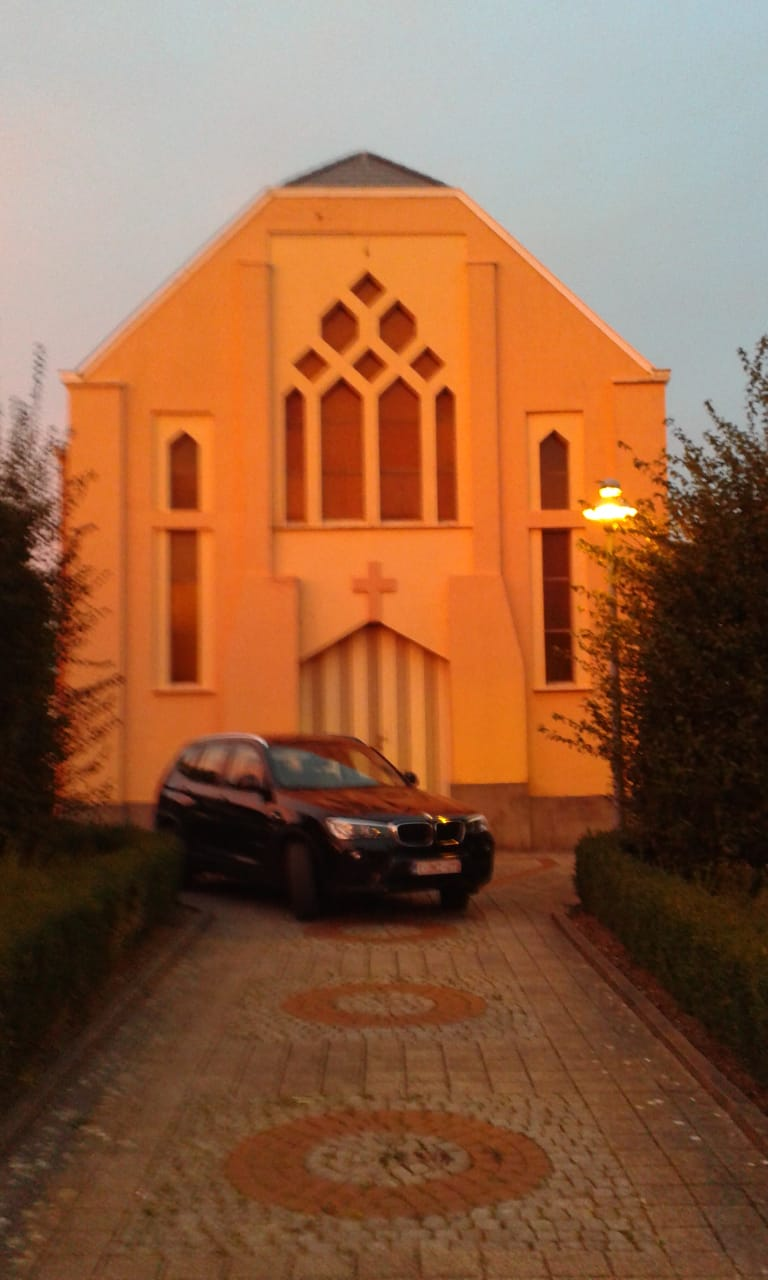
Heilige Familie op 't Seckelken
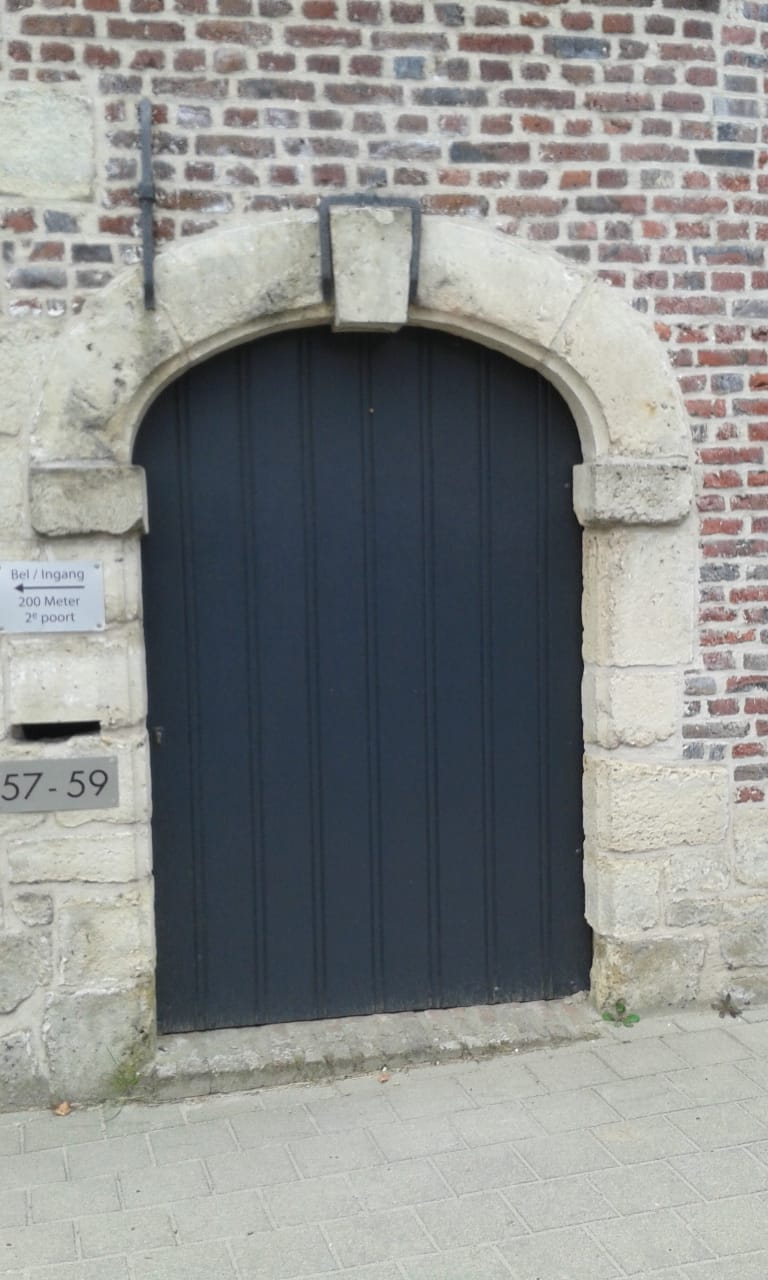
Hof te Montenaken
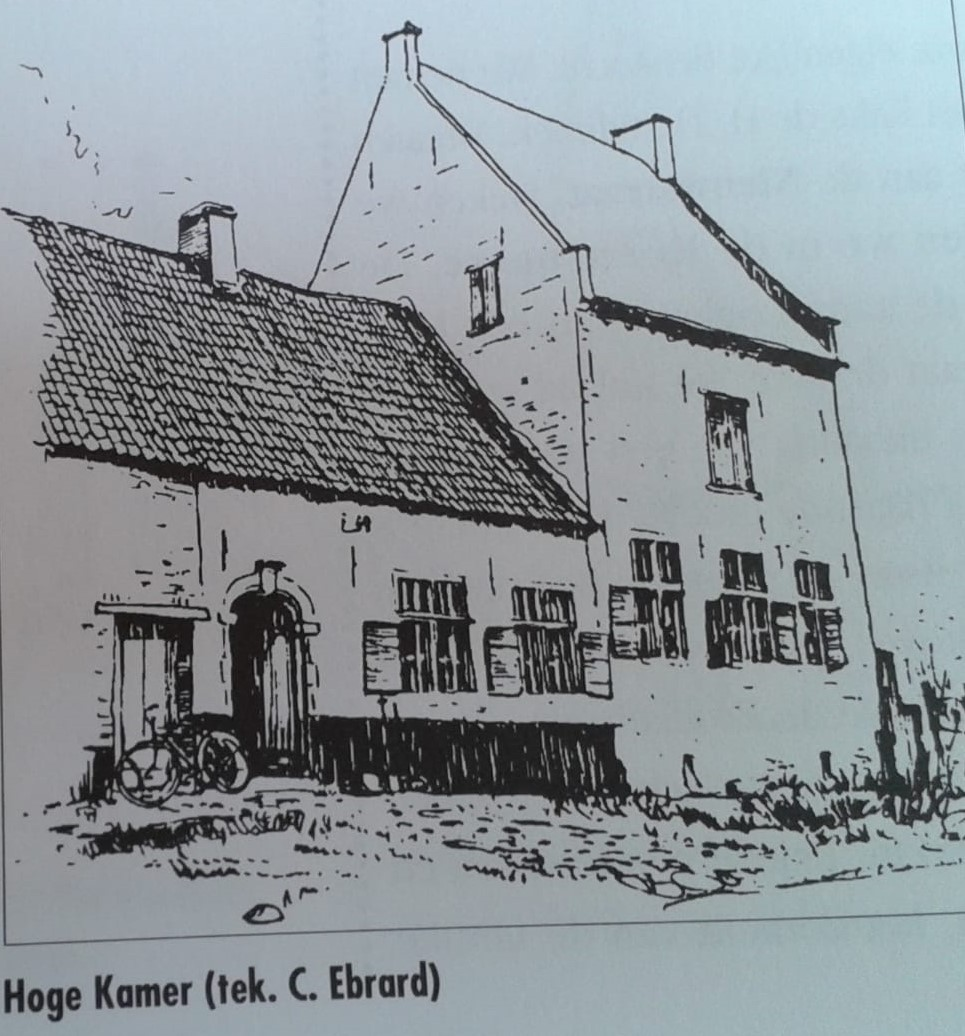
Hoge Kamer
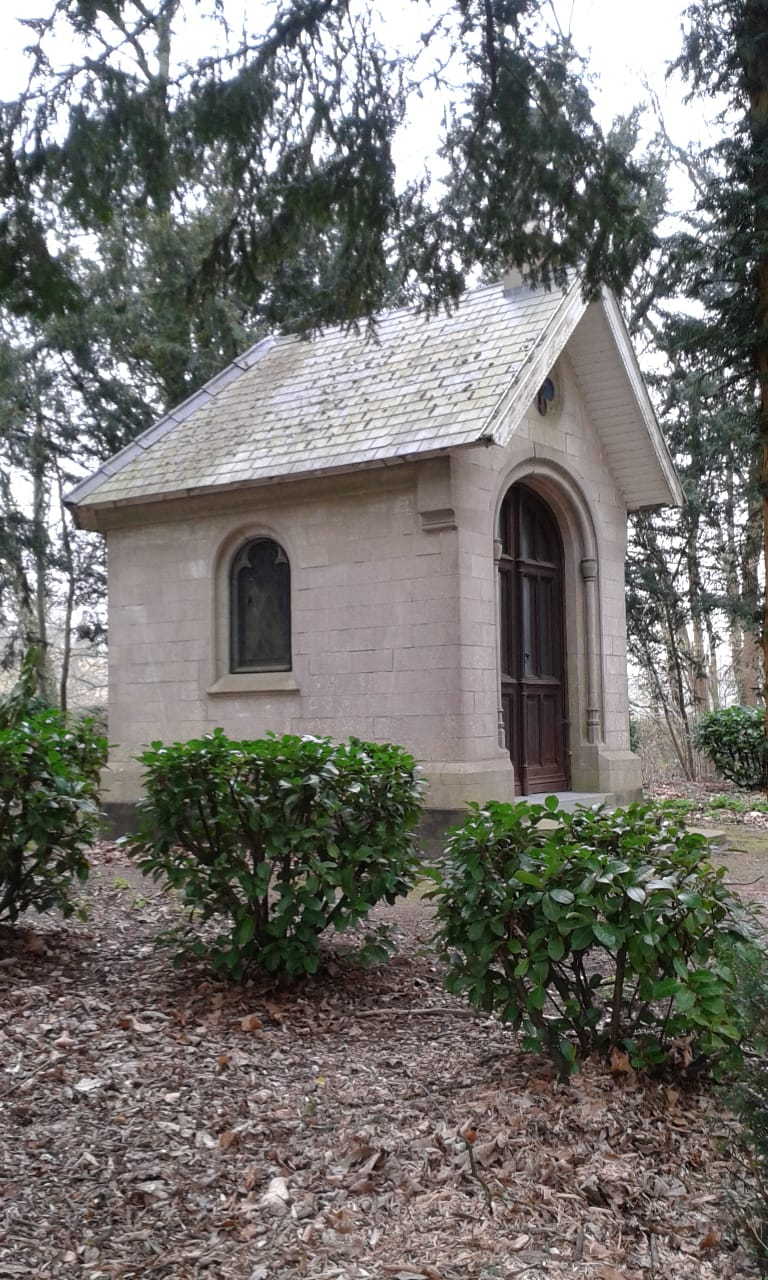
Kapel de Lantsheere
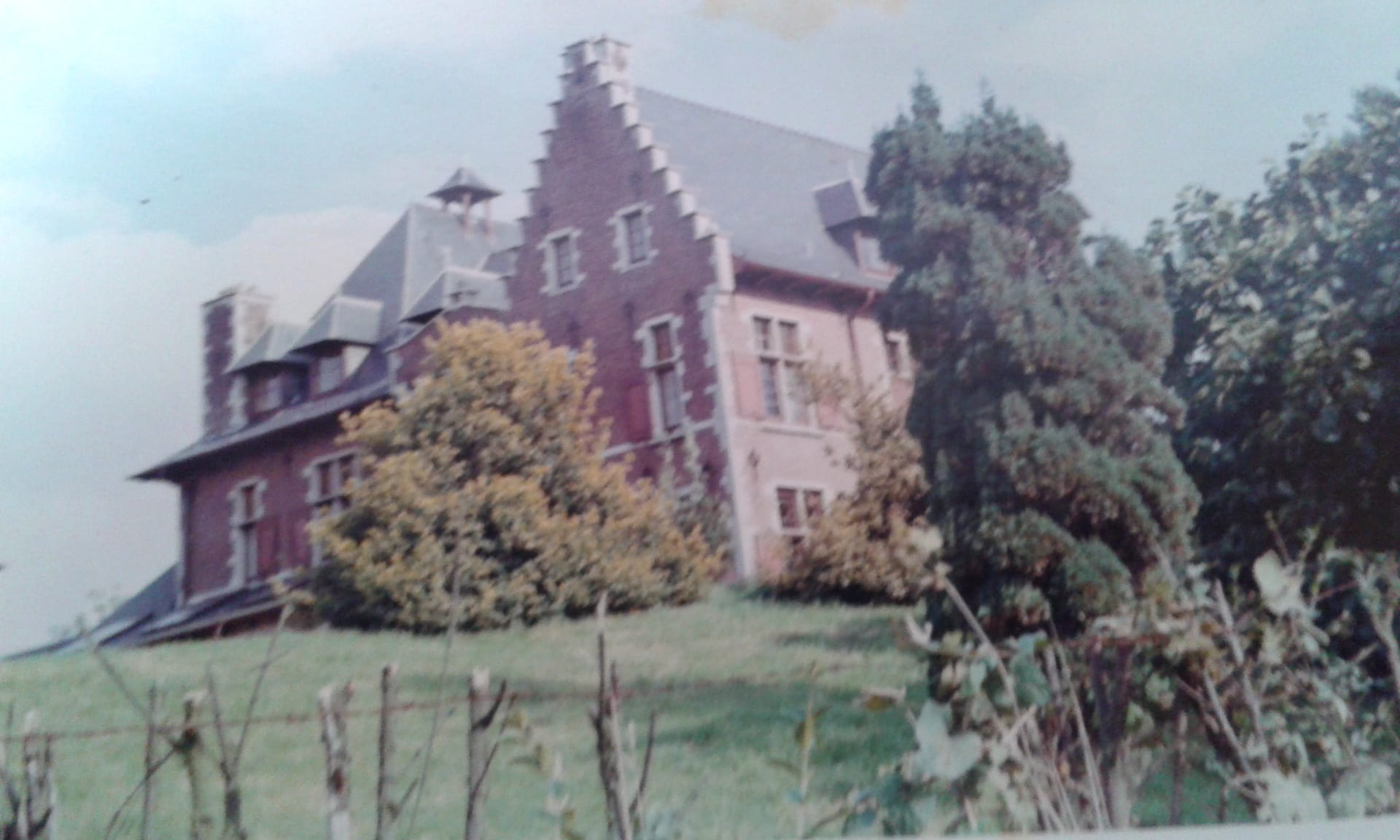
Landhuis Borgstadt
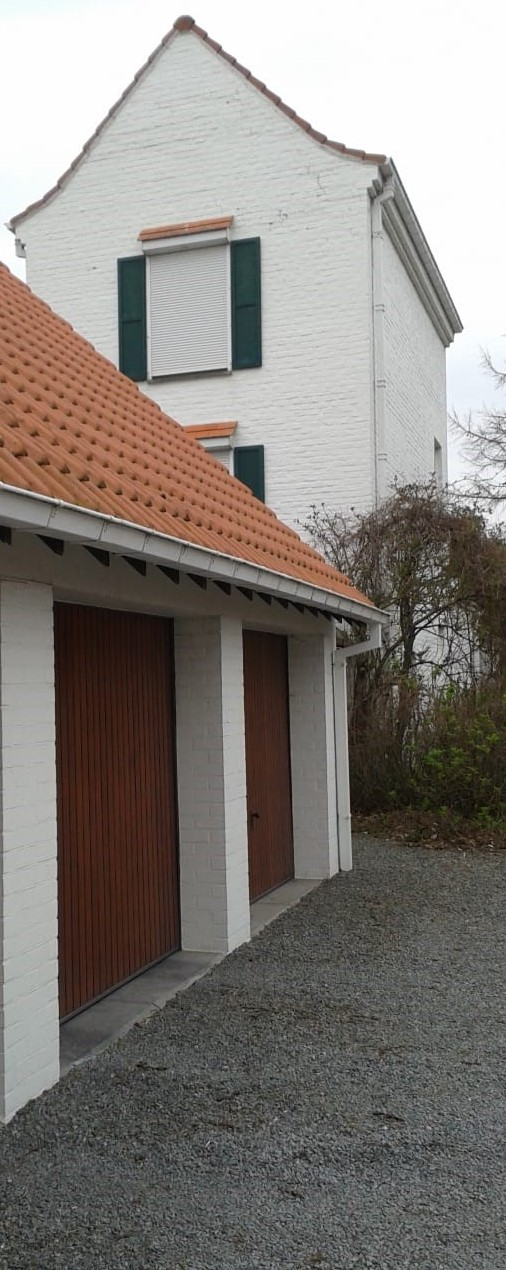
Morette Hop
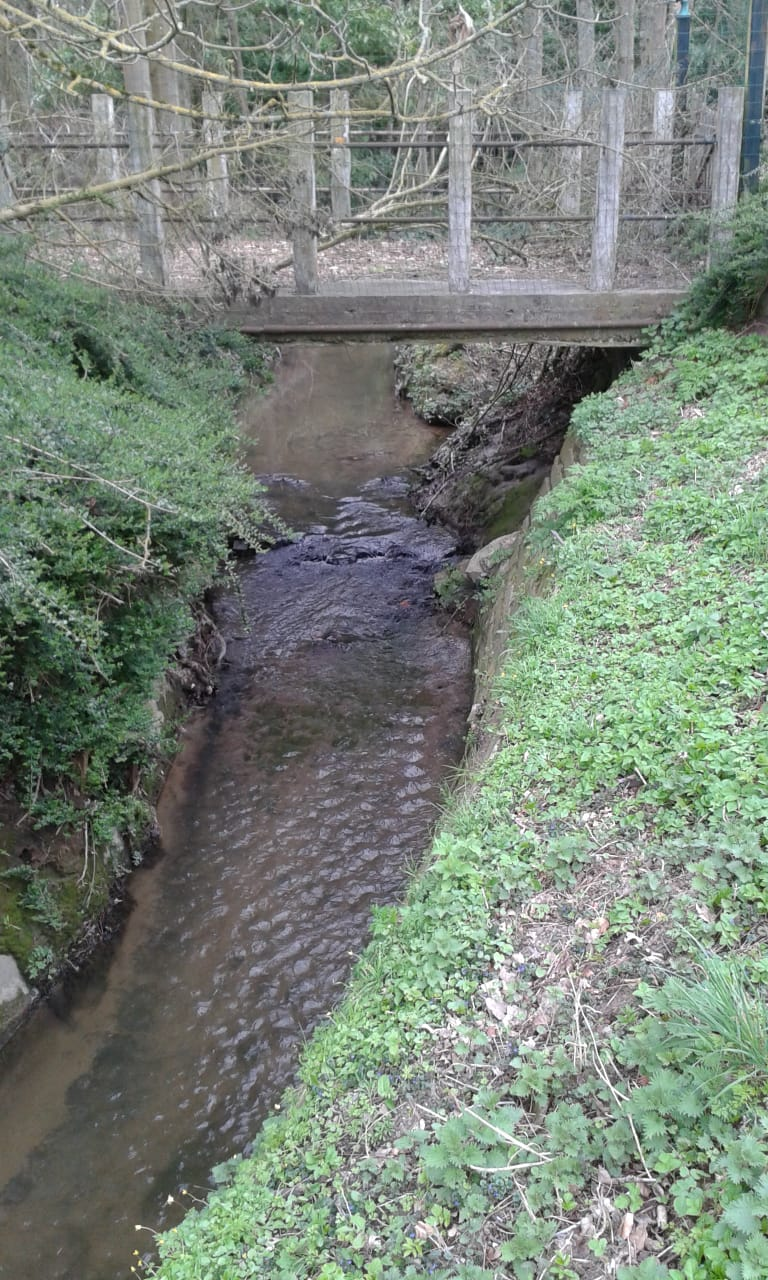
Overnellebeek aan de Maucase (Mala Casa)
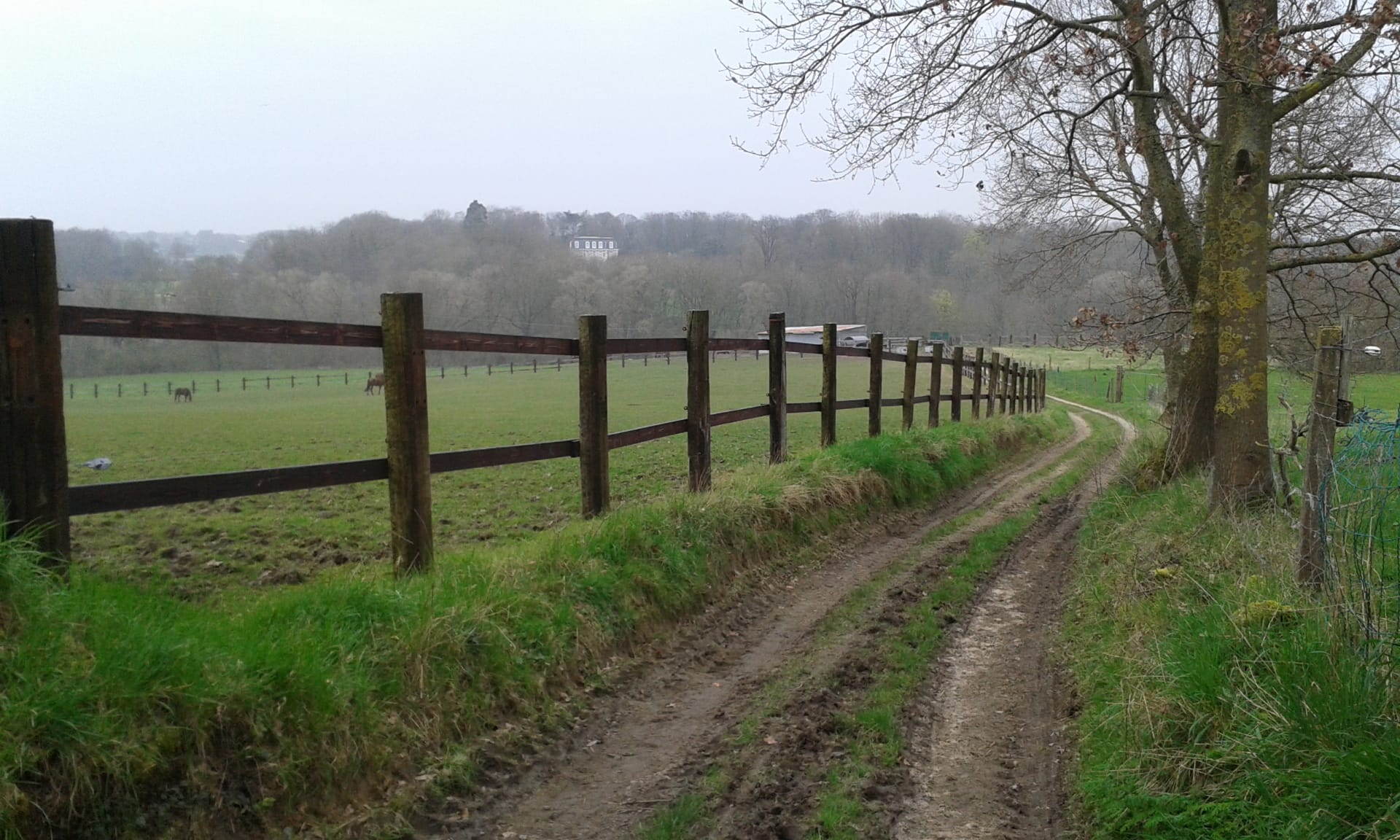
Zicht op Kasteel De Bergen
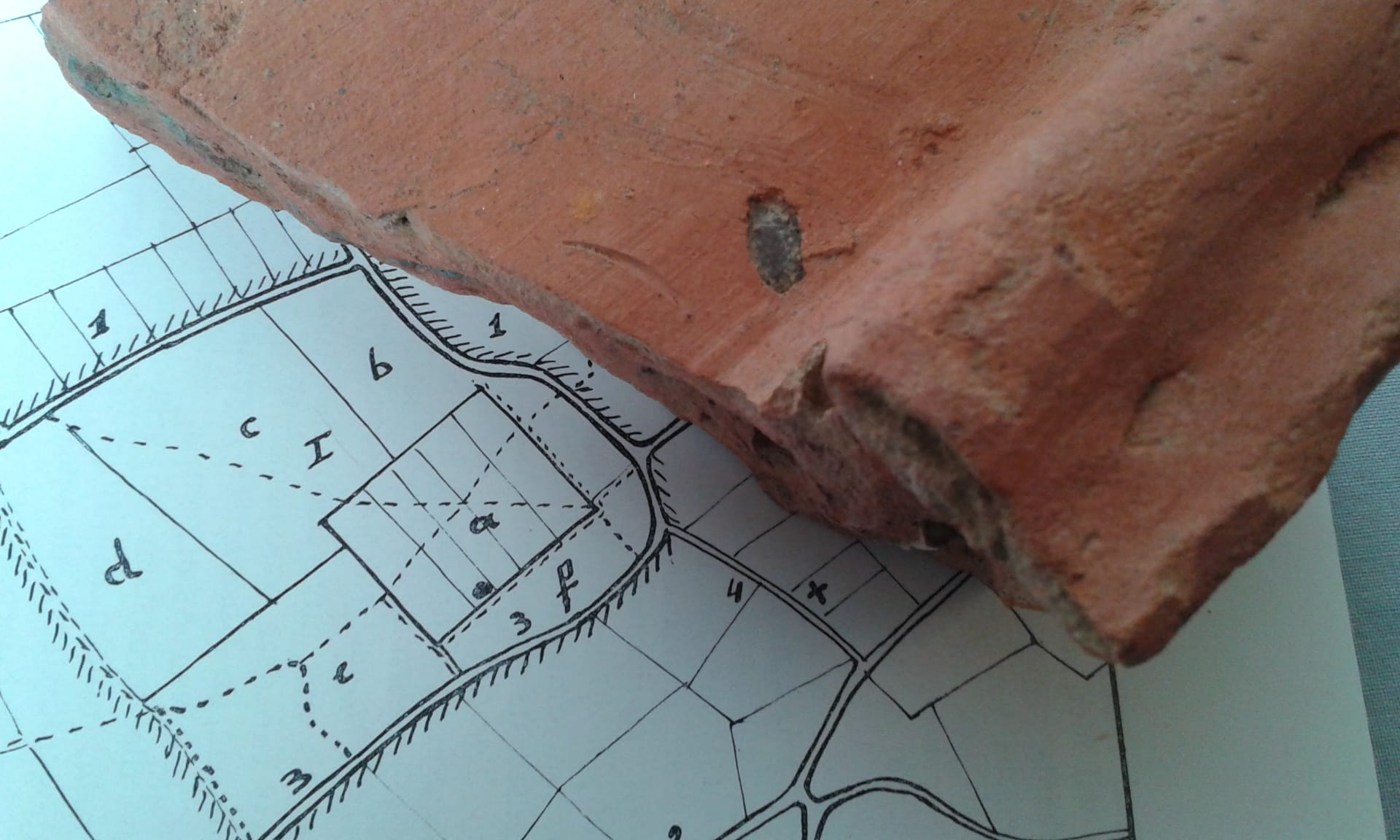
Romeins kadaster en dakpan

## Nabijgelegen kernen
Asse, Essene, Krokegem, Asse-ter-Heide